# Palazzo Pazzi alla Volta dei Ciechi
Palazzo Pazzi alla Volta dei Ciechi è un edificio storico del centro di Firenze, situato in Borgo Albizzi 22.

## Storia e descrizione
L'edificio sorge su preesistenze trecentesche, come indicano gli elementi di filaretto riportati in luce al piano terreno; per il resto il palazzo è completamente trasformato. L'antica proprietà dei Pazzi è ricordata in facciata da un piccolo stemma con l'arme di famiglia (d'azzurro, a due delfini guizzanti in palo addossati, posti in mezzo a cinque crocette fioronate) e, con più evidenza, dalla stessa arme dipinta sulla volta dei Ciechi che si apre nell'edificio e che consente l'accesso alla retrostante piazza de' Pazzi su cui dava anche il cortile del palazzo della stessa famiglia che oggi è una porzione di palazzo Valori. La volta dei Ciechi pare che avesse preso il nome da un'osteria nella corte dei Pazzi, frequentata dai poveri mendicanti.
Sulla sinistra della stessa volta è un bando dei Signori Otto di guardia e balìa datato 1619, già trascritto da Francesco Bigazzi, che proibisce di fare "sporcitie di sorte alcuna" ("ne vi si orini"):
| [A DÌ ...] DICEMBRE 1619 LI SS OTTO DI BALIA DELLA CITTA DI FIRZE PROIBISCONO CHE SOTTO LA VOLTICCOLA DEI PAZZI PER QVANTO TIENE DETTA VOLTICCOLANON VI SI FACCIA SPORCITIE DI SORTE ALCVNA NE VI SI ORINI SO TTO PENA DI SCVDI DVE E TRATI DVE DI FVNE E ARBITRIO DEL MAGISO LORO |

La volta si apre come unico accesso sulla piazza dei Pazzi, che appare quasi come un cortile interno, con le porte di servizio del palazzo Pazzi e dell'attiguo palazzo Valori-Altoviti.

## Bibliografia

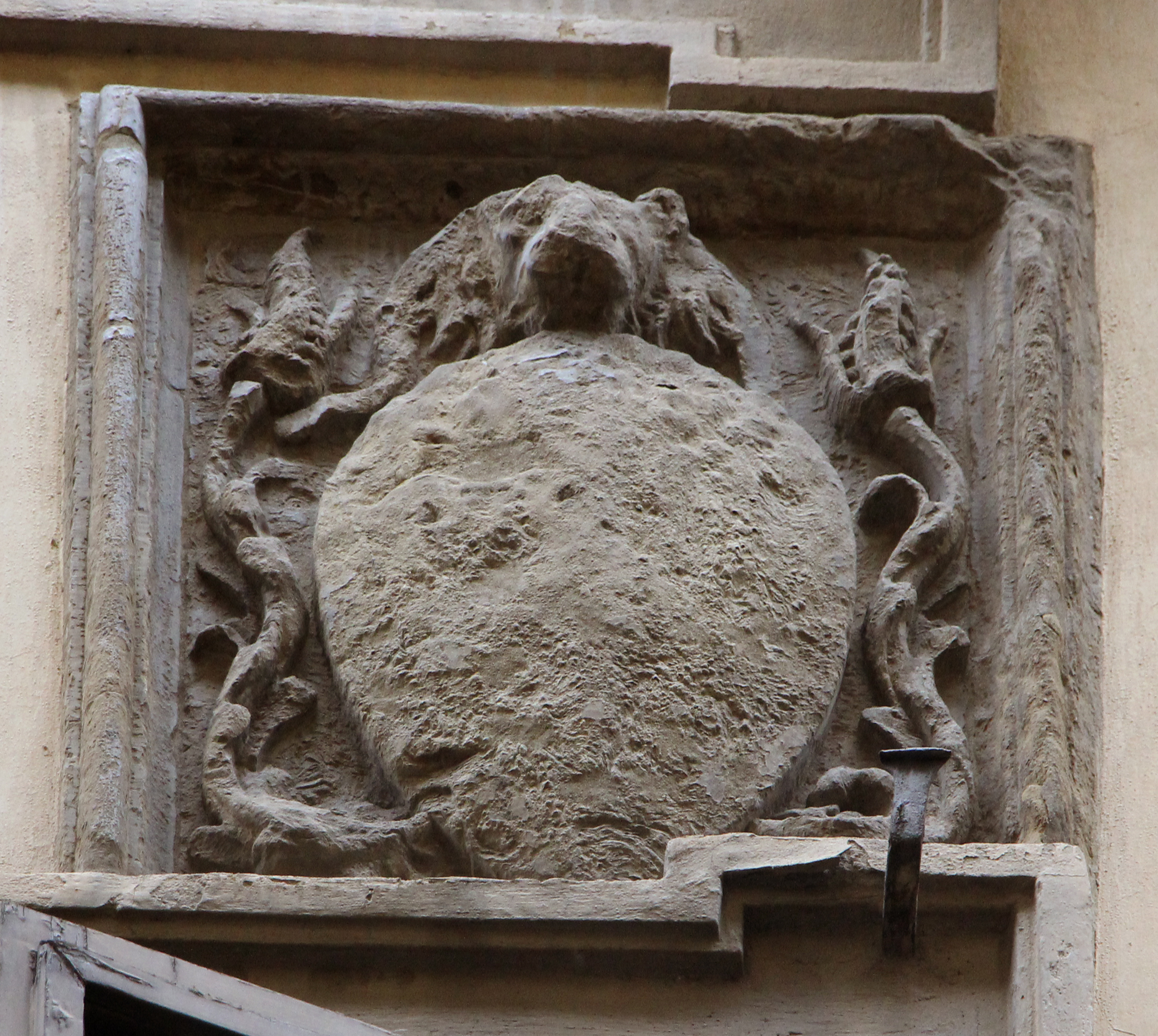
Stemma illegibile